# تامي كليلاند
تامي كليلاند (بالإنجليزية: Tammy Cleland)‏ هي سباحة متزامنة أمريكية، ولدت في 26 أكتوبر 1975 في سانفورد في الولايات المتحدة.

## وصلات خارجية
- تامي كليلاند على موقع الاتحاد الدولي للسباحة (الإنجليزية)
- تامي كليلاند على موقع اللجنة الأولمبية الدولية (الإنجليزية)
- تامي كليلاند على موقع أوليمبيديا (الإنجليزية)